# Osmanisch-Mamlukischer Krieg (1516–1517)
Der Osmanisch-Mamlukische Krieg von 1516–1517 war der zweite große Konflikt zwischen dem ägyptischen Mamlukensultanat und dem Osmanischen Reich, der zum Fall des Mamlukensultanats und zur Eingliederung der Levante, Ägyptens und des Hedschas als Provinzen des Osmanischen Reichs führte. Der Krieg verwandelte das Osmanische Reich von einem Reich am Rande der islamischen Welt, das sich hauptsächlich auf Anatolien und den Balkan beschränkte, in ein riesiges Reich, das einen Großteil der traditionellen Gebiete des Islam umfasste, darunter die Städte Mekka, Kairo, Damaskus und Aleppo. Trotz dieser Expansion blieb der Sitz der politischen Macht des Reiches in Konstantinopel.

## Hintergrund
Die Beziehungen zwischen den Osmanen und den Mamluken waren seit dem Fall von Konstantinopel an die Osmanen im Jahr 1453 feindselig; beide Staaten wetteiferten um die Kontrolle über den Gewürzhandel, und die Osmanen strebten danach, die Kontrolle über die Heiligen Städte des Islam zu übernehmen. Ein früherer Konflikt, der von 1485 bis 1491 dauerte, hatte zu einer Pattsituation geführt. Nachdem Sultan Selim I. 1514 in der Schlacht bei Tschaldiran die persischen Safawiden besiegt hatte, wollte er das in Syrien und Ägypten herrschende Sultanat der Mamluken erobern. Das Osmanische Reich konnte ab 1516 seine ganze Aufmerksamkeit auf die Mamluken richteten, um die osmanische Eroberung des Nahen Ostens abzuschließen.
Sultan Selim behauptete, dass die Mamluken muslimische Abtrünnige und mit den schiitischen Safawiden verbündet seien. Auf der Grundlage dieser Anschuldigungen erschien eine Fatwa, die verkündete: „Wer Menschen hilft, die in die Irre geführt werden, ist ebenfalls ein Ketzer.“
Die Mamluken zogen Bauern und Landarbeiter aus ländlichen Gebieten als Soldaten für ihren bevorstehenden Krieg mit den Osmanen ein. Daraufhin flohen diese Männer, um der Einberufung zu entgehen. Dies führte zu einem Mangel an Landarbeitern, die für die Nahrungsmittelproduktion benötigt wurden, und zu einem Mangel an Brot, was zu einer Beinahe-Hungersnot führte, die Städte von Kairo bis Anatolien betraf.

## Ablauf

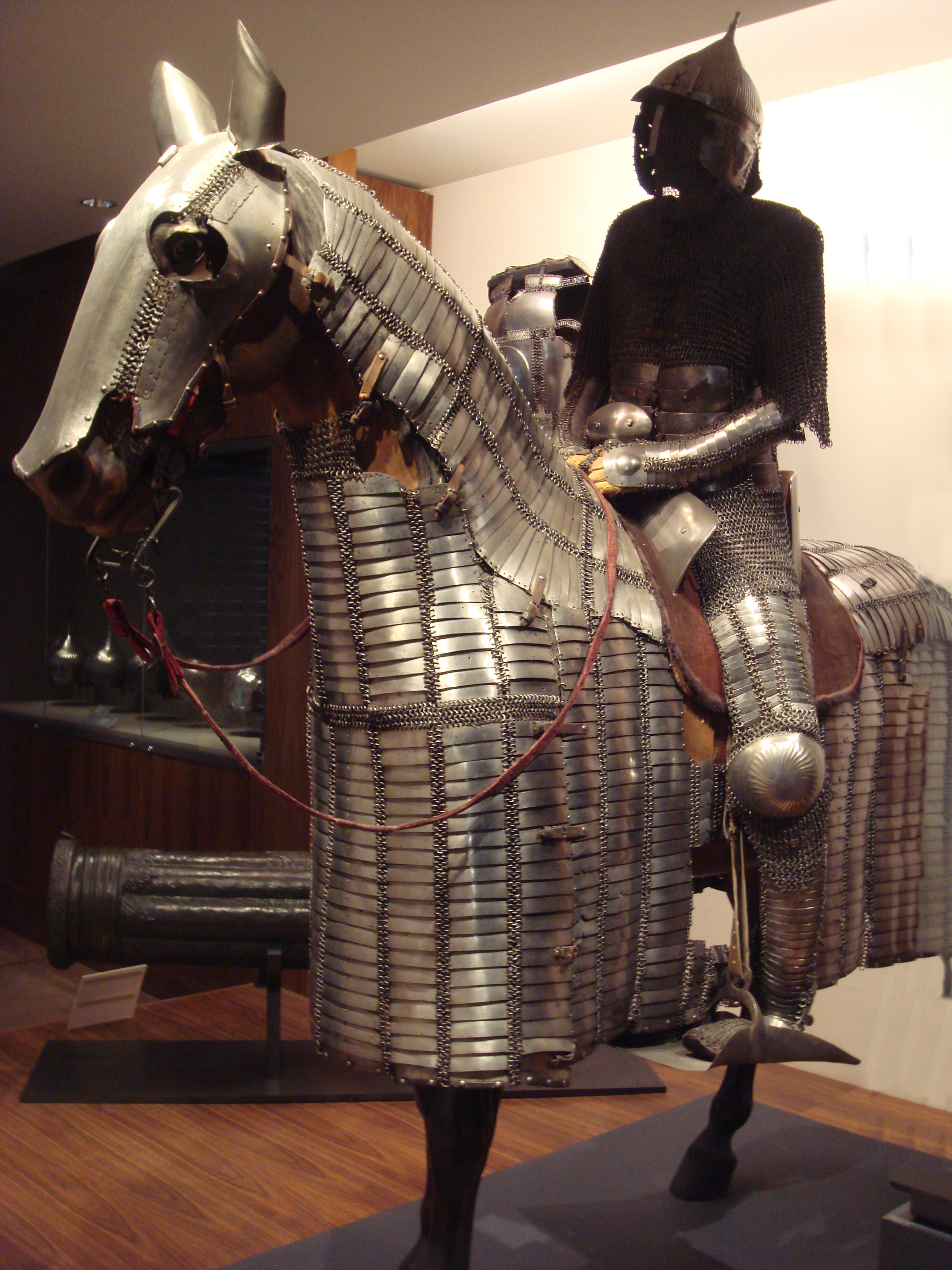
Schwere osmanische Sipahi-Kavallerie, um 1550. Musée de l’Armée

Der Krieg bestand aus mehreren Schlachten. Die Mamluken-Armee war eher traditionell und bestand hauptsächlich aus Kavallerie, die mit Pfeil und Bogen kämpfte, während die osmanische Armee, insbesondere die Janitscharen, recht modern war und Arkebusen verwendete. Die Mamluken waren stolz auf ihre Traditionen und neigten dazu, den Gebrauch von Feuerwaffen zu verschmähen.

### Levante (1516)
Die Osmanen eroberten zunächst die Stadt Diyarbekir im Südosten Anatoliens. Die Schlacht von Mardsch Dabiq (24. August) war entscheidend, und der Mamlukenherrscher al-Ghuri wurde getötet. Die Osmanen waren den Mamluken zahlenmäßig offenbar drei-zu-eins überlegen. Mit dieser einen Schlacht fiel Syrien schließlich unter die Herrschaft der Osmanen.

### Ägypten (1517)

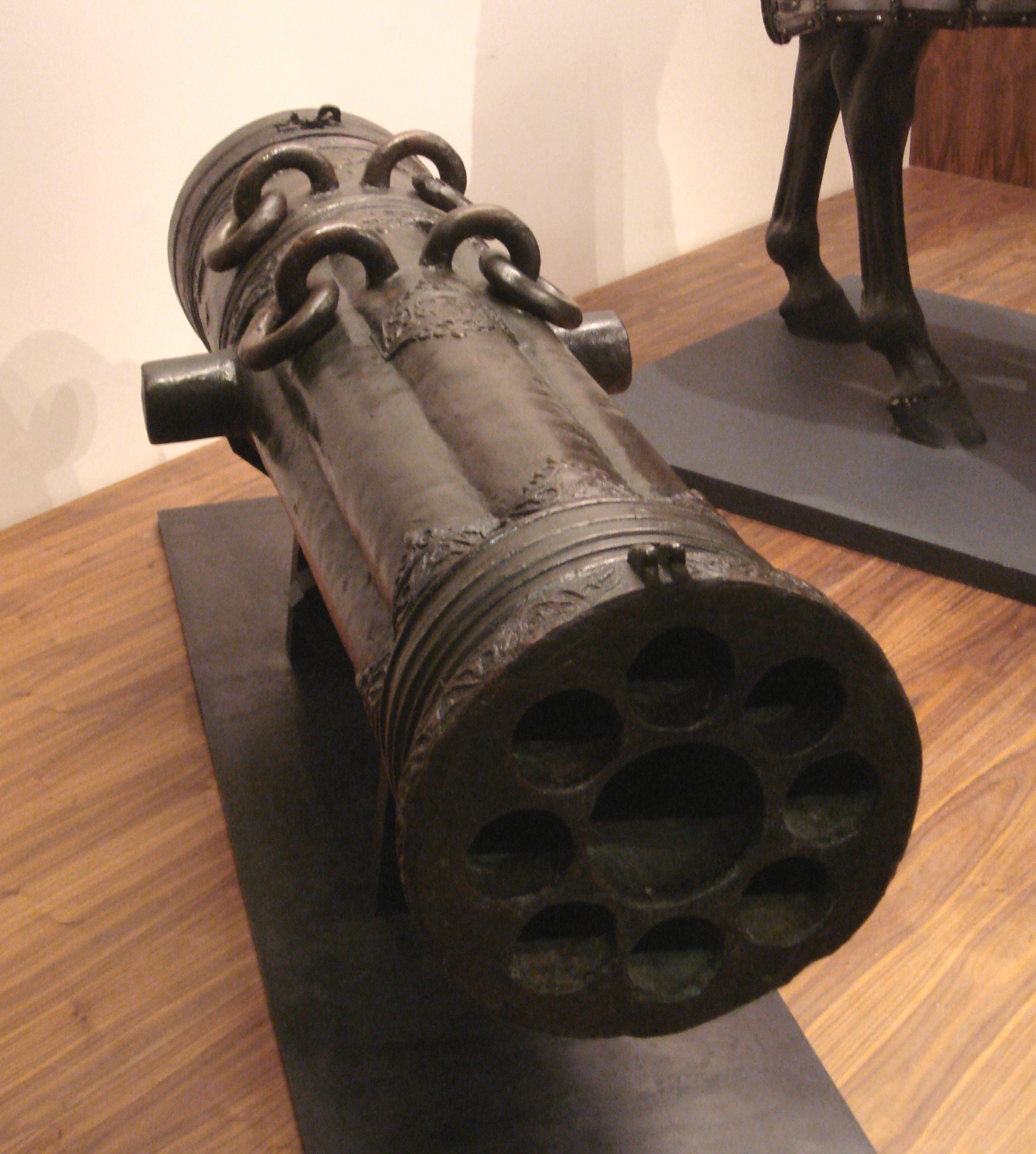
Osmanisches Salvengeschütz mit 9 Läufen, frühes 16. Jahrhundert

Al-Ghuris Nachfolger als Mamluken-Sultan, Tuman Bay, rekrutierte verzweifelt Truppen aus verschiedenen Gesellschaftsschichten und bei den Beduinen. Er versuchte nach der schweren Niederlage auch, seine Armeen mit einer gewissen Menge an Kanonen und Feuerwaffen auszustatten, aber alles in letzter Minute und in begrenztem Umfang. Schließlich fand vor den Toren Kairos die Schlacht von Raydaniyya (24. Januar) statt, in der der osmanische Befehlshaber Hadım Sinan Pascha sein Leben verlor. In dieser Schlacht standen sich Selim I. und Tuman Bay gegenüber. Die von Tuman Bay eingesetzten Feuerwaffen und Geschütze erwiesen sich als nahezu nutzlos, da den Osmanen ein Angriff von hinten gelang.
Der Feldzug wurde von einer Flotte von etwa osmanischen 100 Schiffen unterstützt, die die Truppen während ihres Feldzugs nach Süden versorgten.
Einige Tage später nahmen die Osmanen Kairo ein und plünderten die Stadt. Ihnen gelang auch die Gefangennahme des Kalifen Al-Mutawakkil III. Tuman Bay sammelte seine Truppen in Gizeh, wo er schließlich gefangen genommen und bei Kairo von den Osmanen gehängt wurde.

### Rotes Meer (1517)
Die osmanische Flotte von Selman Reis war 1517 bereits im Roten Meer stationiert. Aus Angst vor portugiesischen Flotten wurde die Blockade von Bab Al Mandab fortgesetzt. Selmans Flotten zielten darauf ab, sich mit den Portugiesen anzulegen, um die Handelsroute nach Indien zu sichern und das heilige Land Hedschas zu schützen. Trotz des andauernden Krieges mit den Mamluken verteidigten die Osmanen im Dezember 1517 Dschidda gegen die Portugiesen.
Während Dschidda ein direkt verwaltetes Beylerbeylik des Osmanischen Reiches wurde, unterwarf sich acht Jahre später auch der Scharif von Mekka, Barakat ibn Muhammad, den Osmanen und stellte die heiligen Städte Mekka und Medina unter osmanische Herrschaft.
Infolgedessen wurde die osmanische Macht bis in den Süden des Roten Meeres ausgedehnt, obwohl die Kontrolle über den Jemen nur teilweise und sporadisch ausgeübt wurde.

## Folgen

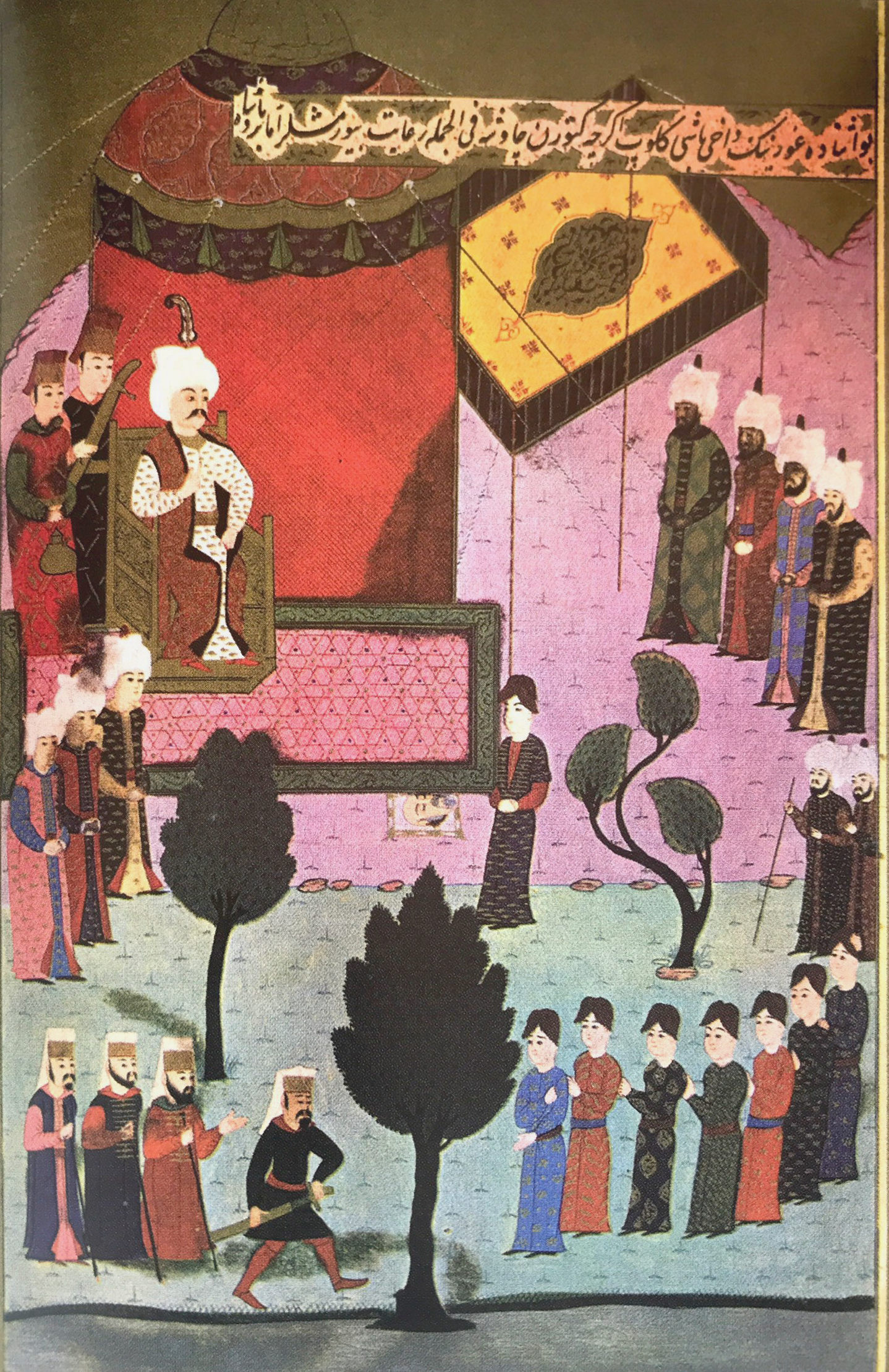
Osmanisches Gemälde, das die Übergabe des Kopfes des mamlukischen Sultans al-Ghuri an Selim I. zeigt

Die mamlukische Kultur und soziale Organisation blieben auf regionaler Ebene bestehen, und die Einstellung und Ausbildung mamlukischer „Sklavensoldaten“ wurde fortgesetzt, aber der Herrscher Ägyptens war ein osmanischer Gouverneur, der von einer osmanischen Miliz geschützt wurde. Der Fall des Mamluken-Sultanats beendete den portugiesisch-mamlukischen Seekrieg, doch die Osmanen übernahmen anschließend die Versuche, die portugiesische Expansion im Indischen Ozean zu stoppen.
Mit der Eroberung des Mamlukenreichs öffneten sich den Osmanen auch die Gebiete Afrikas. Im 16. Jahrhundert dehnte sich die osmanische Macht weiter westlich von Kairo entlang der nordafrikanischen Küsten aus. Der Korsar Hayreddin Barbarossa errichtete einen Stützpunkt in Algerien und eroberte später Tunis im Jahr 1534.
Nach seiner Gefangennahme in Kairo wurde der Kalif Al-Mutawakkil III. nach Konstantinopel gebracht, wo er schließlich sein Amt als Kalif an Selims Nachfolger, Süleyman den Prächtigen, abtrat. Damit wurden das Osmanische Kalifat mit dem Sultan an der Spitze gegründet und die religiöse Autorität von Kairo auf den osmanischen Thron verlagert.
Kairo blieb bis zur Eroberung Ägyptens durch die Franzosen im Jahr 1798 in osmanischer Hand, als Napoleon die Mamluken zu beseitigen versuchte.
Die Eroberung des Mamlukenreichs war das größte militärische Unternehmen, das ein osmanischer Sultan je unternommen hatte. Darüber hinaus brachte die Eroberung den Osmanen die Kontrolle über zwei der damals größten Städte der Welt – Konstantinopel und Kairo – ein. Seit der Blütezeit des Römischen Reiches wurden das Schwarze und das Rote Meer, das Kaspische Meer und das Mittelmeer nicht mehr von einem einzigen Imperium beherrscht.
Die Eroberung Ägyptens erwies sich für das Reich als äußerst profitabel, da es mehr Steuereinnahmen als jedes andere osmanische Gebiet einbrachte und etwa 25 % aller Lebensmittel lieferte. Mekka und Medina waren jedoch die wichtigsten aller eroberten Städte, da sie Selim und seine Nachkommen offiziell zu Kalifen der gesamten muslimischen Welt bis zum Beginn des 20. Jahrhunderts machten.